# Tore Holm
Tore Holm (Gamleby, 25 de novembro de 1896 — Gamleby, 15 de novembro de 1977) foi um velejador, construtor e designer de iates sueco, campeão olímpico. Ele competiu nos Jogos Olímpicos de Verão de 1920, 1928, 1932, 1936 e 1948.

## Carreira na vela
Começou em 1920 como tripulante do barco sueco Sif, onde conquistou a medalha de ouro na classe 40 m², e oito anos depois conquistou a medalha de bronze, como tripulante do Sylvia na classe 8 Metre. Em 1932 conquistou sua segunda medalha de ouro, desta vez na tripulação do Bissbi, na classe 6 Metre. Nos Jogos Olímpicos de 1936, não conquistou medalha ao terminar em quarto lugar na competição da classe 8 Metre. Ele encerrou sua carreira olímpica em 1948 na classe 6 Metre com sua quarta medalha, e segundo bronze, como parte da tripulação do Ali Baba II.

## Designer de iates
No início da década de 1920, o estaleiro Holm em Gamleby projetou e construiu vários barcos da classe Skerry Cruiser (ou Square Meter Rule). No final dos anos 1920 e 1930, vários outros projetos foram construídos de acordo com a Regra Internacional ou Regra do Metre, particularmente nas classes de 6m, 8m e 10m.